# Talsperre Freixeirinha
Die Talsperre Freixeirinha (portugiesisch Barragem de Freixeirinha) liegt in der Region Alentejo Portugals im Distrikt Évora. Sie staut den Freixeirinha, einen linken (südlichen) Nebenfluss des Sorraia zu einem Stausee auf. Die Gemeinde Lavre befindet sich ungefähr fünf Kilometer nordwestlich der Talsperre.
Mit dem Projekt zur Errichtung der Talsperre wurde im Jahre 1987 begonnen. Der Bau wurde 1995 fertiggestellt. Die Talsperre dient der Bewässerung. Sie ist im Besitz von Junta de Agricultores Regantes de Lavre.

## Absperrbauwerk
Das Absperrbauwerk ist ein Staudamm mit einer Höhe von 37 m über der Gründungssohle. Die Dammkrone liegt auf einer Höhe von 137 m über dem Meeresspiegel. Die Länge der Dammkrone beträgt 356 m und ihre Breite 9 m. Das Volumen des Staudamms umfasst 330.000 m³.
Der Staudamm verfügt sowohl über einen Grundablass als auch über eine Hochwasserentlastung. Über die Hochwasserentlastung können maximal 107 m³/s abgeleitet werden. Das Bemessungshochwasser liegt bei 220 m³/s; die Wahrscheinlichkeit für das Auftreten dieses Ereignisses wurde mit einmal in 500 Jahren bestimmt.

## Stausee
Beim normalen Stauziel von 134 m (maximal 135,5 m bei Hochwasser) fasst der Stausee 6,7 Mio. m³ Wasser – davon können 6,2 Mio. m³ genutzt werden.